# Мехмет Топуз
Мехмет Топуз (тур. Mehmet Topuz, нар. 7 вересня 1983, Йозгат) — турецький футболіст, півзахисник клубу «Фенербахче».
Виступав, зокрема, за клуби «Кайсері Ерджієсспор» та «Кайсеріспор», а також національну збірну Туреччини.
Дворазовий чемпіон Туреччини. Триразовий володар Кубка Туреччини. 

## Клубна кар'єра
Народився 7 вересня 1983 року в місті Йозгат. Вихованець футбольної школи клубу Kayseri Yolspor.
У дорослому футболі дебютував 2000 року виступами за команду клубу «Кайсері Ерджієсспор», в якій провів чотири сезони, взявши участь у 72 матчах чемпіонату. 
Своєю грою за цю команду привернув увагу представників тренерського штабу клубу «Кайсеріспор», до складу якого приєднався 2004 року. Відіграв за команду з Кайсері наступні п'ять сезонів своєї ігрової кар'єри. Більшість часу, проведеного у складі «Кайсеріспора», був основним гравцем команди.
До складу клубу «Фенербахче» приєднався 2009 року. Відтоді встиг відіграти за стамбульську команду 149 матчів в національному чемпіонаті.

## Виступи за збірні
Протягом 2004–2006 років залучався до складу молодіжної збірної Туреччини. На молодіжному рівні зіграв у 12 офіційних матчах, забив 5 голів.
У 2006 році дебютував в офіційних матчах у складі національної збірної Туреччини. Наразі провів у формі головної команди країни 19 матчів.

## Титули і досягнення
- Чемпіон Туреччини (2):

«Фенербахче»: 2010–11, 2013–14
- Володар Кубка Туреччини (3):

«Кайсеріспор»: 2007-08
«Фенербахче»: 2011-12, 2012-13
- Володар Суперкубка Туреччини (2):

«Кайсеріспор»: 2009
«Фенербахче»: 2014